# Piotr Michalski
Piotr Michalski (* 27. července 1994) je polský rychlobruslař.
Od roku 2010 se účastnil Světového poháru juniorů, v seniorském Světovém poháru debutoval roku 2014. Nejlepšího individuálního výsledku dosáhl v několika následujících letech na Mistrovství světa 2016 a Mistrovství Evropy 2017, kdy ve sprinterských vícebojích skončil osmý. Na Mistrovství Evropy 2018 získal bronzovou medaili v týmovém sprintu. Zúčastnil se Zimních olympijských her 2018, kde v závodě na 500 m skončil na 33. místě a na dvojnásobné distanci se umístil na 31. místě. Na Mistrovství Evropy 2022 vyhrál závod na 500 m a získal bronzovou medaili v týmovém sprintu. Startoval na ZOH 2022 (500 m – 5. místo, 1000 m – 4. místo) a krátce poté získal stříbrnou medaili v týmovém sprintu na světovém šampionátu 2022.